# Le Renard et Les Grenouilles

Le Renard et les Grenouilles est un feuilleton télévisé français en 4 épisodes de 25 minutes, réalisé par Jean Vernier, d'après les scénarios et dialogues de Renée Legrand, diffusé du mardi 20 mars 1973 au vendredi 23 mars 1973 sur la troisième chaîne de l'ORTF et produit par la station régionale de Lille.

## Synopsis
Tournée dans la région Nord-Pas-de-Calais et notamment à Lille, Maubeuge, Louvroil, Douai, Arras et Calais, cette intrigue policière se déroule dans le milieu théâtral.
Un groupe de comédiens donne des représentations inspirées des fables de Jean de La Fontaine. Un soir, le régisseur de la troupe est trouvé mort. Crime ? Suicide ? Accident ? Autour de ces hypothèses on voit s'agiter les membres de la troupe qui, telles les "grenouilles" de La Fontaine illustrant le travers des hommes jamais satisfaits, montrent leur vrai visage : celui de la cupidité, de la jalousie, de l'aversion, de la haine même. Survient le "renard", en l'occurrence sagace et patient, qui va tenter de faire la lumière sur cette affaire ténébreuse.

## Fiche technique
- Réalisateur : Jean Vernier
- Scénario et dialogues : Renée Legrand

## Distribution
- Darlan Le Roy : Henri Lesquin
- Jacques Mancier : Raoul Escueil
- Nicole Rousselle : Hélène Escueil
- Jean-Pierre Zola : Westouter, dit "Gros Louis"
- Cyril Robichez : Le commissaire
- Maurice Dubuisson : Dury
- Bérangère Etcheverry : Agnès Ferval
- Jacques Hansen : François Valmont
- Evelyne Valentino : Marie-Cécile
- Pierre Guillermo : Jean-Pierre Camblet
- Jenny Clève : Mme Boussois

## Sources
- Télé Poche, n°370 du 14 mars 1973